# Il redivivo della rapida
Il redivivo della rapida è un cortometraggio muto italiano del 1916, diretto da Eugenio Testa. Il film, oggi considerato perduto, è uno dei primi lavori del regista torinese, noto per aver realizzato nel 1920 Il mostro di Frankenstein, considerato il primo film horror della storia del cinema italiano.

## Produzione
Le informazioni sulla produzione del film sono scarse. Non è noto lo studio di produzione né la data esatta di uscita. Il film è attualmente considerato perduto.